# Come Home (canción)
«Come Home» es un sencillo de Placebo,incluido al inicio del disco homónimo, y también el primer sencillo de manera oficial

## Videoclip
El primer vídeo musical de Placebo. Aparece Brian y compañía tocando en un estudio. Placebo declaró para una revista londinense que era el vídeo que menos le gustaba. Placebo ha evolucionando con el tiempo, como se puede ver en el video; Brian aparece con una vestimenta que ya en estos días no se le ve, y con un peinado menos producido que el de ahora.
El video fue dirigido por Robert Llyod